# Pacific Caribbean Cable System
Pacific Caribbean Cable System (kurz: PCCS) ist ein Seekabel, das die Vereinigten Staaten mit mehreren Ländern der Karibik verbindet. Es wurde im September 2015 in Betrieb genommen.
Das Kabel verläuft von Florida aus zunächst zur Ostküste Panamas, wobei es mehrere Länder verbindet. Von der Westseite Panamas verläuft es schließlich weiter bis nach Ecuador. Das Kabel ist 6000 km lang und hat eine Kapazität von 80 Tb/s.

## Landepunkte
- Balboa, Panama
- Cartagena, Kolumbien
- Hudishibana, Aruba
- Jacksonville, Vereinigte Staaten
- Manta, Ecuador
- Maria Chiquita, Panama
- San Juan, Vereinigte Staaten
- Tera Cora, Curaçao
- Tortola, Britische Jungferninseln